# O'Brien, Texas
O'Brien là một thành phố thuộc quận Haskell, tiểu bang Texas, Hoa Kỳ. Năm 2010, dân số của xã này là 106 người.

## Dân số
- Dân số năm 2000: 132 người.
- Dân số năm 2010: 106 người.